# 문암국민학교 용저분교
문암국민학교 용저분교는 경상북도 영양군 일월면 용화리 37에 있었던 초등학교이다.

## 연혁
- 1974년 7월 1일 용화국민학교 용저분교장 설립 인가
- 1975년 3월 1일 용화국민학교 용저분교 개교
- 1980년 3월 1일 문암국민학교 용저분교장 개편[1]
- 1990년 3월 1일 폐교 및 문암국민학교 통합

## 동문
1. ↑  용화국민학교가 문암국민학교 용화분교장으로 격하 편입됨에 따라 개편